# La Tunisie martyre
La Tunisie martyre (arabe : تونس الشهيدة) ou La Tunisie martyre : ses revendications est un livre édité à Paris en 1920.
Attribué à Abdelaziz Thâalbi, il s'agit d'un réquisitoire dénonçant l'exploitation politique et économique de la Tunisie sous le régime du protectorat français.

## Histoire

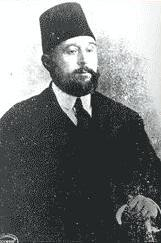
Abdelaziz Thâalbi, considéré comme l'auteur de l'ouvrage.

Sadok Zmerli décrit en 1932 le livre comme une « œuvre collective, à laquelle collaborèrent plusieurs jeunes intellectuels et qui devait résumer sous une forme réduite l'essentiel de leurs revendications ».
Celle-ci est remise à Abdelaziz Thâalbi avant son départ pour Paris en juillet 1919, traduite en français par l'avocat Ahmed Sakka et publié aux éditions Jouve.
Interdit à sa sortie mais distribué clandestinement à des personnalités politiques et des directeurs de journaux français, sa publication suscite un certain enthousiasme dans la population tunisienne et sert de base à la fondation du Destour, qui a lieu le 15 juin 1920. Elle justifie toutefois les poursuites engagées contre Thâalbi et ses compagnons en juillet 1920 pour atteinte à la sûreté de l'État. Au cours des interrogatoires, Thâalbi n'a de cesse de revendiquer la paternité de l'ouvrage.

## Analyses
Taoufik Ayadi affirme dans Mouvement réformiste et mouvements populaires à Tunis (1906-1914), publié en 1986, que « Thaâlbi est considéré à tort comme l'auteur de La Tunisie martyre, qui est en fait un ouvrage collectif ».
Adnan Zmerli, qui publie une étude sur le livre dans la Revue sadikienne en mars 2010, estime que Thaâlbi a fait prévaloir son droit d'auteur en toute bonne foi et cherché à protéger d'autres militants.
Le texte compare notamment l'organisation des pouvoirs publics sous le protectorat à celle, considérée comme plus positive, qui a précédé. Abdesslem Ben Hamida considère La Tunisie martyre comme « une excellente illustration du rôle d’exaltation nationale dévolu à l'histoire dans les pays dominés ».

## Éditions
- La Tunisie martyre : ses revendications, Paris, Jouve, 1920, 212 p.
- La Tunisie martyre : ses revendications, Beyrouth, Dar al-Gharb al-Islami, 1985, 262 p.